# 中央警察署 (東京都)
中央警察署（ちゅうおうけいさつしょ）は、警視庁が管轄する警察署の1つである。第一方面本部所属。署員数およそ240名。識別章所属表示はMF。車両の対空表示は「央」。
中央区の日本橋西部、京橋地区北部を管轄している。管内には東京証券取引所や日本銀行などの金融関係機関が目立つほか、高島屋や三越などの大型百貨店が存在する。

## 所在地
- 東京都中央区日本橋兜町14番2号
  - 最寄駅：日本橋駅 - 浅草線・東西線・銀座線｜茅場町駅 - 東西線・日比谷線

## 管轄区域
中央区の中部（旧日本橋区の西南部と旧京橋区の北部）を管轄している。
- 日本橋本石町一 - 四丁目
- 日本橋室町一 - 四丁目
- 日本橋本町一 - 四丁目
- 日本橋小伝馬町
- 日本橋大伝馬町
- 日本橋堀留町一・二丁目
- 日本橋小舟町

- 日本橋茅場町一 - 三丁目
- 日本橋兜町
- 日本橋一 - 三丁目
- 八重洲一・二丁目
- 京橋一 - 三丁目
- 八丁堀一 - 四丁目
- 新川一・二丁目

## 沿革
- 1875年（明治8年）12月：警視庁第一方面の第四署として発足する。
- 1910年（明治43年）12月：新馬橋警察署、久松警察署、堀留警察署に分割される。
- 1945年（昭和20年）9月：新馬橋警察署、久松警察署、堀留警察署が統合され、日本橋警察署となる。
- 1948年（昭和23年）：久松警察署が分離独立。
- 1960年（昭和35年）4月：日本橋警察署と京橋警察署が統合され、中央警察署として発足する。
- 1999年（平成11年）11月：かつての都立紅葉川高校跡地の現在地に移転。
- 2020年（令和2年）1月6日：東京証券取引所警備派出所を廃止。

## 組織
- 警務課
- 交通課
- 警備課
- 地域課
- 刑事組織犯罪対策課
- 生活安全課

## 交番
- 本町交番（中央区日本橋本町四丁目）
- 日本橋交番（中央区日本橋一丁目）
- 茅場町交番（中央区日本橋兜町）
- 八重洲通交番（中央区日本橋三丁目）
- 八丁堀交番（中央区八丁堀三丁目）
- 高橋交番（中央区新川二丁目）

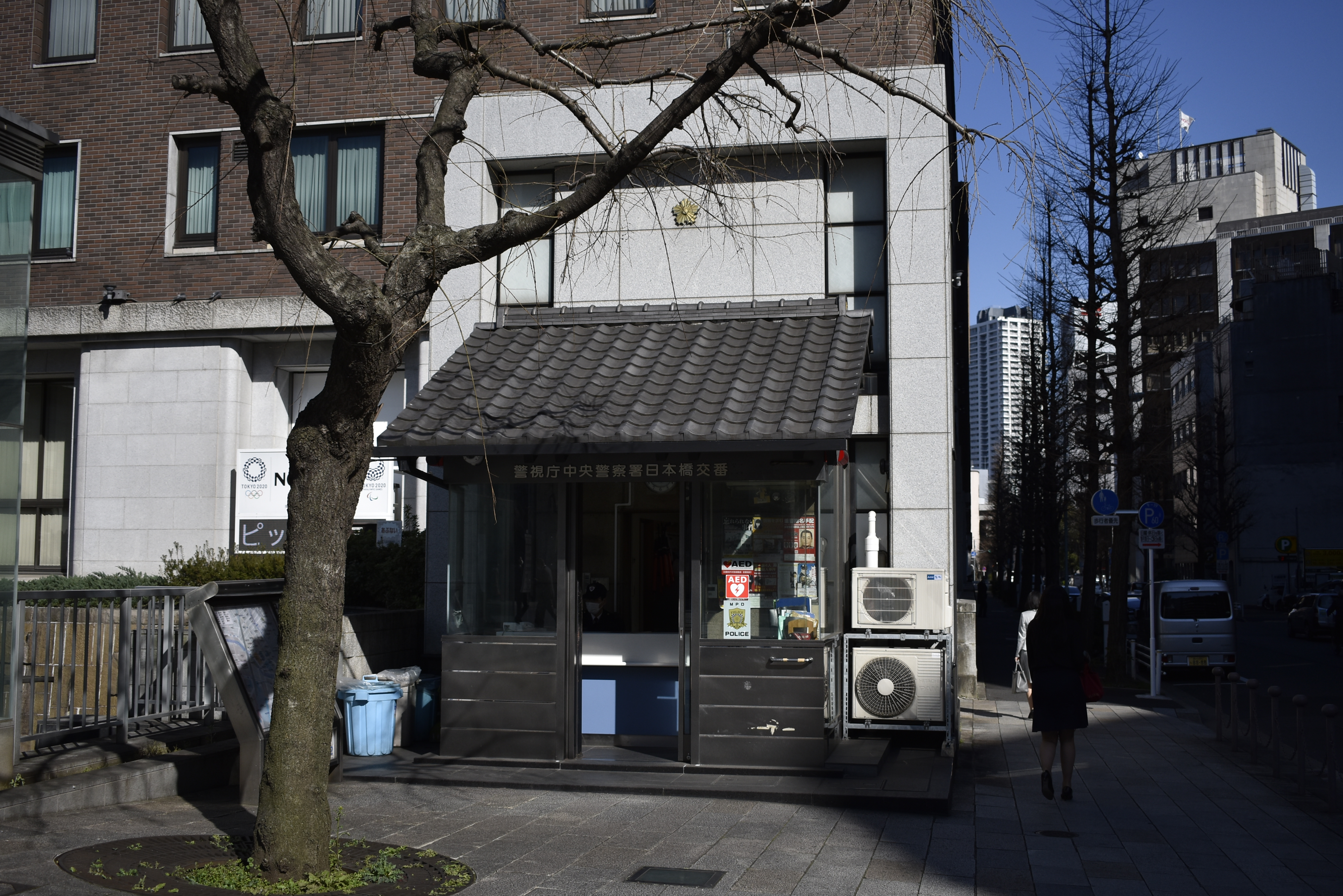
日本橋交番（2020年3月6日撮影）

## 警備派出所
- 日本銀行警備派出所（中央区日本橋本石町二丁目）

## 主な事件
- 日本橋室町一丁目チケットショップ内女性店員殺人事件 - 未解決